# Pendule entretenu
Un pendule entretenu est, comme son nom l'indique, un pendule dont le mouvement est entretenu par une source d'énergie extérieure. L'énergie apportée mécaniquement peut être ajustée pour compenser les frottements, ou même pour augmenter l'amplitude du mouvement.
On peut faire l'analogie avec un circuit RLC à amplificateur opérationnel.
Deux exemples de pendules entretenus : Le Botafumeiro et le pendule de Pohl.